# Hélène Carrère d’Encausse

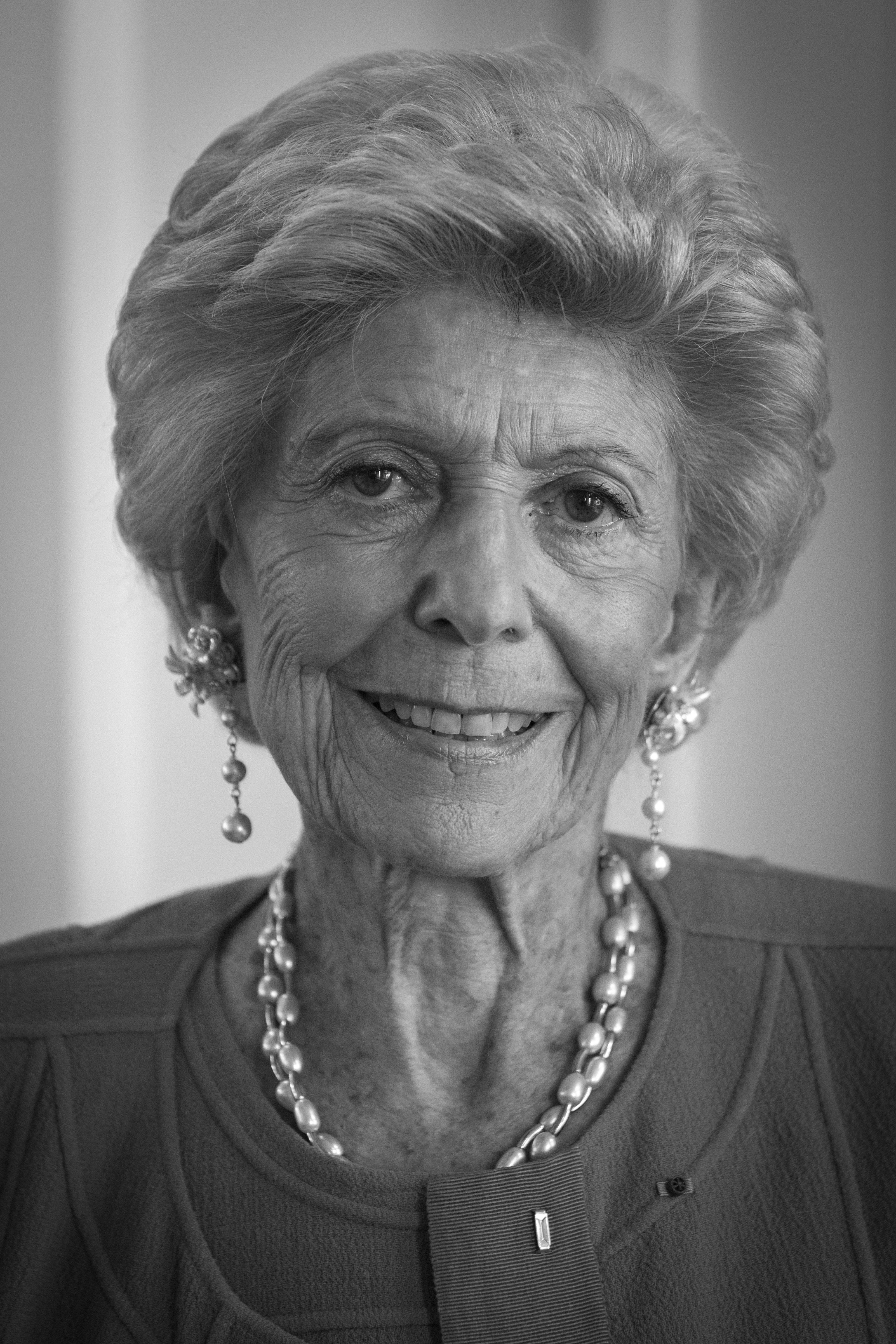
Hélène Carrère d’Encausse (2013)

Hélène Carrère, auch Carrère d’Encausse (* 6. Juli 1929 in Paris als Hélène Zourabichvili; † 5. August 2023 ebenda), war eine französische Historikerin, Hochschullehrerin und Politikerin. Als erste Frau in diesem Amt in der mehrhundertjährigen Geschichte der Institution stand sie ab 1999 als Secrétaire perpétuel an der Spitze der Académie française.

## Leben
Hélène Carrère wurde am 6. Juli 1929 als Tochter des aus Georgien emigrierten Doktors der Philosophie Georges Surabischwili und seiner Ehefrau Nathalie von Pelken in Paris geboren und wuchs in Meudon bei Paris auf. Ursprünglich staatenlos, wurde sie 1950 französische Staatsbürgerin und studierte ab 1952 am Sciences Po (IEP) und an der Sorbonne. 1963 wurde sie promoviert und erwarb 1976 den Abschluss Docteur d’État. Anschließend war sie als Professorin für Geschichte an der Sorbonne und 1969 am IEP tätig. Sie war Studiendirektorin an der Fondation nationale des sciences politiques (FNSP). Mehrere Jahre lehrte sie am Collège d’Europe in Brügge und war Gastprofessorin an verschiedenen Universitäten in Nordamerika und Japan.
Als Historikerin spezialisierte sie sich auf die Geschichte Russlands und der Sowjetunion. In ihrem Buch L’empire éclaté von 1978 sagte sie den Zusammenbruch der Sowjetunion voraus.
Carrère war 1986/87 im Beratungsgremium für die Reform des französischen Staatsbürgerschaftsrechts und von 1984 bis 1987 Präsidentin von Radio Sorbonne-Radio France. 1992 war sie Beraterin der Europäischen Bank für Wiederaufbau und Entwicklung für Osteuropa. Sie war Vizepräsidentin der Archives diplomatiques françaises und gehörte dem Verwaltungsrat des East-West Institute for Security Studies an.
Von 1994 bis 1999 war sie als Mitglied der Partei Rassemblement pour la République (RPR) Abgeordnete des Europaparlaments, wo sie unter anderem Vizepräsidentin des Ausschusses für Auswärtige Angelegenheiten und Verteidigung war.
Ab 1999 stand Carrère als Ständiger Sekretär an der Spitze der Académie française, deren Mitglied sie 1990 wurde. In der mehrhundertjährigen Geschichte der 1634 gegründeten Institution war Carrère die erste Frau in dieser Leitungsfunktion. Als überzeugte Kämpferin gegen die Feminisierung der französischen Sprache bestand sie darauf, weiterhin die männliche Form ihrer Amtsbezeichnung zu verwenden.
Hélène Carrère d’Encausse starb am 5.  August 2023 im Alter von 94 Jahren in Paris im Kreis ihrer Familie.

## Familie
1952 heiratete Hélène Zourabichvili den französischen Versicherungskaufmann Louis Carrère d’Encausse. Das Ehepaar hatte drei Kinder – der Sohn Emmanuel Carrère (* 1957) ist Autor und Drehbuchschreiber, die Tochter Nathalie (* 1959) ist Anwältin und die Tochter Marina (* 1961) ist Ärztin und Journalistin. Eine Cousine ist die französisch-georgische Politikerin, frühere Außenministerin und Staatspräsidentin Georgiens, Salome Surabischwili.

## Ehrungen und Auszeichnungen
1978 erhielt Carrère den Prix Aujourd’hui für L’Empire éclaté, 1987 den Prix Louise Weiss, 1992 den Prix Comenius und 1997 den Prix des Ambassadeurs für ihre Biographie von Nikolaus II. 2008 erhielt sie die Lomonossow-Goldmedaille. 2011 erhielt sie das Komturkreuz mit Stern des Verdienstordens der Republik Polen. Sie war Ehrendoktorin der Katholischen Universität Löwen und der Universität Bukarest sowie der kanadischen Universitäten Laval und Montreal.
Carrère war Mitglied der Königlichen Belgischen Akademie der Wissenschaften, Ehrenmitglied der georgischen und rumänischen Akademien der Wissenschaften und auswärtiges Mitglied der Russischen Akademie der Wissenschaften.
Sie erhielt das Großkreuz der Ehrenlegion, war Offizier des Ordre national du Mérite, Kommandeur der Palmes académiques, Kommandeur des Arts et des Lettres und Kommandeur des belgischen Leopold-Ordens.
2023 wurde sie mit dem Prinzessin-von-Asturien-Preis in Sozialwissenschaften ausgezeichnet.

## Schriften (Auswahl)
- Réforme et révolution chez les musulmans de l’Empire russe. Armand Colin, 1963.
- Le Marxisme et l’Asie 1853–1964. (mit Stuart R. Schram), Armand Colin, 1966.
- Central Asia, a century of Russian rule. Columbia University Press 1967 (Neuauflage 1990).
- mit Stuart R. Schram: L’URSS et la Chine devant la révolution des sociétés pré-industrielles. Armand Colin 1969.
- L’Union soviétique de Lénine à Staline. 2 Bände, Éd. Richelieu, 1972.
  - Band 1: Lénine: la révolution et le pouvoir.
  - Band 2: Staline: l’ordre par la terreur. Neuauflage Flammarion 1979.
  - englische Übersetzung: History of the Soviet Union, 1917–1953.
    - Volume 1: Lenin: Revolution and Power.
    - Volume 2: Stalin: Order through Terror. Longman, New York 1981, 1982.
- La Politique soviétique au Moyen-Orient, 1955–1975. Presses de la Fondation Nationale des Sciences Politiques, Paris 1975.
- L’empire éclaté. Flammarion, Paris 1978, ISBN 2-08-064090-9.
  - englische Übersetzung: Decline of an Empire: The Soviet Socialist Republics in Revolt. Newsweek Books, New York 1979.
  - deutsche Übersetzung: Risse im Roten Imperium. Das Nationalitätenproblem in der Sowjetunion. Pabel-Moewig, München 1986, ISBN 3-8118-6603-6.
- Le Pouvoir confisqué: gouvernants et gouvernés en URSS. Flammarion 1980.
  - englische Übersetzung: Confiscated Power: How Soviet Russia Really Works. Harper and Row, New York 1982.
- Le Grand Frère: l’union soviétique et l’Europe soviétisée. Flammarion 1982.
  - englische Übersetzung: Big Brother: The Soviet Union and Soviet Europe. Holmes and Meier, New York 1987.
- La déstalinisation commence. Ed. Complexe, Brüssel 1985.
- Ni paix ni guerre: le nouvel empire soviétique, ou, du bon usage de la détente. Flammarion 1986.
- Le Grand Défi: bolcheviks et nations, 1917–1930. Flammarion 1987.
  - englische Übersetzung: The Great Challenge: Nationalities and the Bolshevik State, 1917–1930. Holmes and Meier, New York 1992.
- Le Malheur russe: essai sur le meurtre politique. Fayard 1988.
  - englische Übersetzung: The Russian Syndrome: One Thousand Years of Political Murder, Holmes and Meier, New York 1992.
- La Gloire des Nations ou la Fin de l’Empire Soviétique. Fayard 1990.
  - englische Übersetzung: The End of the Soviet Empire: The Triumph of the Nations. Basic Books, New York 1993.
- Victorieuse Russie. Fayard 1992.
- L’URSS, de la Révolution à la mort de Staline. Le Seuil 1993.
- The Russian Syndrome: One Thousand Years of Political Murder. Holmes and Meier, New York 1993.
- Nicolas II, La transition interrompue. Fayard 1996.
  - Nikolaus II. Das Drama des letzten Zaren. Aus dem Französischen von Jochen Grube. Zsolnay, Wien 1998, ISBN 3-552-04896-0.
- Lénine. Fayard, 1998.
  - Lenin. Piper, München/Zürich 2000, ISBN 3-492-24046-1.
- La Russie inachevée. Fayard 2000.
- Catherine II. Fayard 2002.
- L’Impératrice et l’abbé : un duel littéraire inédit. Fayard 2003.
- L’Empire d’Eurasie. Fayard 2005.